# Kangnung Ab
Kangnung Ab (engelska: Gangneung Air Base) är en flygplats i Sydkorea. Den ligger i den nordöstra delen av landet, 170 km öster om huvudstaden Seoul. Kangnung Ab ligger 10 meter över havet.
Terrängen runt Kangnung Ab är platt åt nordväst, men söderut är den kuperad. Havet är nära Kangnung Ab åt nordost. Runt Kangnung Ab är det ganska tätbefolkat, med 214 invånare per kvadratkilometer. Närmaste större samhälle är Gangneung, 4,2 km väster om Kangnung Ab. Runt Kangnung Ab är det i huvudsak tätbebyggt.